# Olympische Sommerspiele 2024/Teilnehmer (Kuba)
| Gelbes Symbol für Goldmedaillen mit stilisierten Olympischen Ringen | Graues Symbol für Silbermedaillen mit stilisierten Olympischen Ringen | Braundes Symbol für Bronzemedaillen mit stilisierten Olympischen Ringen |
| ------------------------------------------------------------------- | --------------------------------------------------------------------- | ----------------------------------------------------------------------- |
| 2                                                                   | 1                                                                     | 6                                                                       |

Kuba nahm an den Olympischen Spielen 2024 vom 26. Juli bis zum 11. August 2024 in Paris teil. Es war die insgesamt 22. Teilnahme an Olympischen Sommerspielen.

## Teilnehmer nach Sportarten

### Beachvolleyball
Über die olympische Qualifikationsrangliste konnte sich ein kubanisches Team bei den Männern qualifizieren.
| Athleten                | Gruppenphase      | Gruppenphase       | Gruppenphase | Gruppenphase | Achtelfinale    | Achtelfinale              | Viertelfinale | Viertelfinale | Halbfinale    | Halbfinale    | Finale / Platz 3 | Finale / Platz 3 | Rang |
| Athleten                | Gegner            | Ergebnis           | Punkte       | Rang         | Gegner          | Ergebnis                  | Gegner        | Ergebnis      | Gegner        | Ergebnis      | Gegner           | Ergebnis         | Rang |
| ----------------------- | ----------------- | ------------------ | ------------ | ------------ | --------------- | ------------------------- | ------------- | ------------- | ------------- | ------------- | ---------------- | ---------------- | ---- |
| Männer                  |                   |                    |              |              |                 |                           |               |               |               |               |                  |                  |      |
| Noslen Diaz Jorge Alayo | Partain / Benesh  | 2:0 (21:18, 21:18) | 6            | 1            | Åhman / Hellvig | 1:2 (11:21, 28:26, 11:15) | ausgeschieden | ausgeschieden | ausgeschieden | ausgeschieden | ausgeschieden    | ausgeschieden    | 9    |
| Noslen Diaz Jorge Alayo | George / André    | 2:0 (21:13, 21:18) | 6            | 1            | Åhman / Hellvig | 1:2 (11:21, 28:26, 11:15) | ausgeschieden | ausgeschieden | ausgeschieden | ausgeschieden | ausgeschieden    | ausgeschieden    | 9    |
| Noslen Diaz Jorge Alayo | Abicha / Elgraoui | 2:0 (21:14, 21:11) | 6            | 1            | Åhman / Hellvig | 1:2 (11:21, 28:26, 11:15) | ausgeschieden | ausgeschieden | ausgeschieden | ausgeschieden | ausgeschieden    | ausgeschieden    | 9    |

### Bogenschießen
Beim finalen Qualifikationsturnier in Antalya konnte ein Startplatz für den Einzelwettbewerb der Männer gewonnen werden.
| Athleten    | Wettbewerb | Qualifikation | Qualifikation | 1. Runde    | 1. Runde | 2. Runde | 2. Runde | Achtelfinale  | Achtelfinale  | Viertelfinale | Viertelfinale | Halbfinale    | Halbfinale    | Finale / Platz 3 | Finale / Platz 3 | Rang |
| Athleten    | Wettbewerb | Ringe         | Rang          | Gegner      | Ergebnis | Gegner   | Ergebnis | Gegner        | Ergebnis      | Gegner        | Ergebnis      | Gegner        | Ergebnis      | Gegner           | Ergebnis         | Rang |
| ----------- | ---------- | ------------- | ------------- | ----------- | -------- | -------- | -------- | ------------- | ------------- | ------------- | ------------- | ------------- | ------------- | ---------------- | ---------------- | ---- |
| Männer      |            |               |               |             |          |          |          |               |               |               |               |               |               |                  |                  |      |
| Hugo Franco | Einzel     | 669           | 21            | B. Martínez | 7:3      | Wang Y.  | 2:6      | ausgeschieden | ausgeschieden | ausgeschieden | ausgeschieden | ausgeschieden | ausgeschieden | ausgeschieden    | ausgeschieden    | 17   |

### Boxen
Über die Panamerikanischen Spiele 2023 konnten sich drei kubanische Boxer für die Spiele qualifizieren. Beim ersten internationalen Qualifikationsturnier gelang dies auch Alejandro Claro, während sich Erislandy Álvarez beim zweiten internationalen Qualifikationsturnier seinen Startplatz sichern konnte.
| Athleten            | Wettbewerb         | 1. Runde         | 1. Runde | Achtelfinale  | Achtelfinale  | Viertelfinale   | Viertelfinale | Halbfinale    | Halbfinale    | Finale        | Finale        | Rang   |
| Athleten            | Wettbewerb         | Gegner           | Ergebnis | Gegner        | Ergebnis      | Gegner          | Ergebnis      | Gegner        | Ergebnis      | Gegner        | Ergebnis      | Rang   |
| ------------------- | ------------------ | ---------------- | -------- | ------------- | ------------- | --------------- | ------------- | ------------- | ------------- | ------------- | ------------- | ------ |
| Männer              |                    |                  |          |               |               |                 |               |               |               |               |               |        |
| Alejandro Claro     | Klasse bis 51 kg   | Freilos          | Freilos  | M. Trindade   | 5:0           | B. Bennama      | 2:3           | ausgeschieden | ausgeschieden | ausgeschieden | ausgeschieden | 5      |
| Saidel Horta        | Klasse bis 57 kg   | M. Sejitbek Uulu | 2:3      | ausgeschieden | ausgeschieden | ausgeschieden   | ausgeschieden | ausgeschieden | ausgeschieden | ausgeschieden | ausgeschieden | 9      |
| Erislandy Álvarez   | Klasse bis 63,5 kg | J. Ume           | RSC      | J. Ait        | 5:0           | B. Sinsiri      | 5:0           | L. Guruli     | 5:0           | S. Oumiha     | 3:2           | Gold   |
| Arlen López         | Klasse bis 80 kg   | Freilos          | Freilos  | K. Aykutsun   | 5:0           | T. Habibullayev | 3:2           | O. Chyschnjak | 2:3           | ausgeschieden | ausgeschieden | Bronze |
| Julio César La Cruz | Klasse bis 92 kg   | —                | —        | L. Alfonso    | 2:3           | ausgeschieden   | ausgeschieden | ausgeschieden | ausgeschieden | ausgeschieden | ausgeschieden | 9      |

### Gewichtheben
Über die olympische Qualifikationsrangliste der IWF qualifizierte sich Ayamey Medina im Schwergewicht der Frauen.
| Athleten      | Wettbewerb       | Reißen  | Reißen | Stoßen                | Stoßen                | Zweikampf     | Zweikampf     | Rang |
| Athleten      | Wettbewerb       | Gewicht | Rang   | Gewicht               | Rang                  | Gewicht       | Rang          | Rang |
| ------------- | ---------------- | ------- | ------ | --------------------- | --------------------- | ------------- | ------------- | ---- |
| Frauen        |                  |         |        |                       |                       |               |               |      |
| Ayamey Medina | Klasse bis 81 kg | 100 kg  | 11     | ohne gültigen Versuch | ohne gültigen Versuch | ausgeschieden | ausgeschieden | DNF  |

### Judo
Über die IJF-Weltrangliste konnten sich vier kubanische Judokas qualifizieren.
| Frauen            |                    |             |         |               |               |               |               |               |               |               |               |    |
| Maylín del Toro   | Klasse bis 63 kg   | M. Takaichi | 0s1:10  | ausgeschieden | ausgeschieden | ausgeschieden | ausgeschieden | ausgeschieden | ausgeschieden | ausgeschieden | ausgeschieden | 17 |
| Idalys Ortíz      | Klasse über 78 kg  | T. Maan     | 10:0    | M. Žabić      | 0:10          | ausgeschieden | ausgeschieden | ausgeschieden | ausgeschieden | ausgeschieden | ausgeschieden | 9  |
| Männer            |                    |             |         |               |               |               |               |               |               |               |               |    |
| Iván Felipe Silva | Klasse bis 90 kg   | E. Scherow  | 0:10    | ausgeschieden | ausgeschieden | ausgeschieden | ausgeschieden | ausgeschieden | ausgeschieden | ausgeschieden | ausgeschieden | 17 |
| Andy Granda       | Klasse über 100 kg | Freilos     | Freilos | M. Gadeau     | 10:0          | T. Saitō      | 0:1           | U. Kokauri    | 10:0          | T. Rahimow    | 0:1           | 5  |

### Kanu
Bei den Weltmeisterschaften 2023 konnte ein Startplatz im C2 der Frauen erreicht werden, weshalb man auch im C1 an den Start gehen durfte. Zudem gewann Kuba beim panamerikanischen Qualifikationsevent in Sarasota einen Startplatz im C1 der Männer.

#### Kanurennsport
| Athleten                         | Wettbewerb | Vorlauf     | Vorlauf | Viertelfinale | Viertelfinale | Halbfinale    | Halbfinale    | A/B-Finale            | A/B-Finale    | Rang   |
| Athleten                         | Wettbewerb | Zeit        | Rang    | Zeit          | Rang          | Zeit          | Rang          | Zeit                  | Rang          | Rang   |
| -------------------------------- | ---------- | ----------- | ------- | ------------- | ------------- | ------------- | ------------- | --------------------- | ------------- | ------ |
| Frauen                           |            |             |         |               |               |               |               |                       |               |        |
| Yarisleidis Cirilo               | C1 200 m   | 45,94 s     | 1       | ―             | ―             | 45,31 s       | 1             | 44,36 s               | 3             | Bronze |
| Yinnoly López                    | C1 200 m   | 49,27 s     | 4       | 48,76 s       | 5             | ausgeschieden | ausgeschieden | ausgeschieden         | ausgeschieden | 22     |
| Yarisleidis Cirilo Yinnoly López | C2 500 m   | 2:03,54 min | 7       | 1:56,38 min   | 3             | 1:57,03 min   | 3             | 2:01,77 min           | 8             | 8      |
| Männer                           |            |             |         |               |               |               |               |                       |               |        |
| José Ramón Pelier                | C1 1000 m  | 3:52,17 min | 3       | 3:49,41 min   | 2             | 3:46,37 min   | 6             | B-Finale: 3:48,58 min | 2             | 10     |

### Leichtathletik
Die Olympianormen des Weltverbandes hatten 14 kubanische Leichtathleten erreicht.
Laufen und Gehen
| Athleten                                                                                | Wettbewerb | Vorlauf     | Vorlauf | Hoffnungslauf | Hoffnungslauf | Halbfinale    | Halbfinale    | Finale        | Finale        | Rang          |
| Athleten                                                                                | Wettbewerb | Zeit        | Rang    | Zeit          | Rang          | Zeit          | Rang          | Zeit          | Rang          | Rang          |
| --------------------------------------------------------------------------------------- | ---------- | ----------- | ------- | ------------- | ------------- | ------------- | ------------- | ------------- | ------------- | ------------- |
| Frauen                                                                                  |            |             |         |               |               |               |               |               |               |               |
| Yunisleidy García                                                                       | 100 m      | 11,37 s     | 5       | —             | —             | ausgeschieden | ausgeschieden | ausgeschieden | ausgeschieden | ausgeschieden |
| Roxana Gómez                                                                            | 400 m      | 50,38 s     | 2       | ―             | ―             | 50,48 s       | 5             | ausgeschieden | ausgeschieden | ausgeschieden |
| Rose Mary Almanza                                                                       | 800 m      | 2:00,36 min | 6       | 2:01,54 min   | 1             | 1:58,73 min   | 5             | ausgeschieden | ausgeschieden | ausgeschieden |
| Daily Cooper                                                                            | 800 m      | 1:58,88 min | 1       | ―             | ―             | 1:58,39 min   | 3             | ausgeschieden | ausgeschieden | ausgeschieden |
| Rose Mary Almanza Daily Cooper Sahily Diago Roxana Gómez Melissa Padrón Lisneidy Veitía | 4 × 400 m  | 3:33,99 min | 8       | —             | —             | —             | —             | ausgeschieden | ausgeschieden | ausgeschieden |
| Männer                                                                                  |            |             |         |               |               |               |               |               |               |               |
| Reynaldo Espinosa                                                                       | 100 m      | 10,11 s     | 3       | —             | —             | 10,21 s       | 9             | ausgeschieden | ausgeschieden | ausgeschieden |

Springen und Werfen
| Athleten                 | Wettbewerb | Qualifikation | Qualifikation | Finale        | Finale        | Rang |
| Athleten                 | Wettbewerb | Weite/Höhe    | Rang          | Weite/Höhe    | Rang          | Rang |
| ------------------------ | ---------- | ------------- | ------------- | ------------- | ------------- | ---- |
| Frauen                   |            |               |               |               |               |      |
| Leyanis Pérez            | Dreisprung | 14,68 m       | 1             | 14,62 m       | 5             | 5    |
| Liadagmis Povea          | Dreisprung | 14,39 m       | 4             | 14,64 m       | 4             | 4    |
| Melany del Pilar Matheus | Diskuswurf | 61,07 m       | 19            | ausgeschieden | ausgeschieden | 19   |
| Silinda Oneisi Morales   | Diskuswurf | 59,46 m       | 25            | ausgeschieden | ausgeschieden | 25   |
| Männer                   |            |               |               |               |               |      |
| Luis Zayas               | Hochsprung | 2,24 m        | 14            | ausgeschieden | ausgeschieden | 14   |
| Alejandro Parada         | Weitsprung | 7,62 m        | 25            | ausgeschieden | ausgeschieden | 25   |
| Andy Hechavarría         | Dreisprung | 16,70 m       | 17            | ausgeschieden | ausgeschieden | 17   |
| Lázaro Martínez          | Dreisprung | 16,79 m       | 11            | 17,34 m       | 8             | 8    |
| Cristian Nápoles         | Dreisprung | 16,67 m       | 18            | ausgeschieden | ausgeschieden | 18   |
| Mario Díaz               | Diskuswurf | 60,92 m       | 26            | ausgeschieden | ausgeschieden | 26   |

### Moderner Fünfkampf
Über die Panamerikanischen Spiele 2023 konnte sich mit Marcó Rojas Jiménez ein kubanischer Fünfkämpfer den Olympiastartplatz sichern.
| Athleten            | Fechten | Fechten | Schwimmen   | Schwimmen | Reiten  | Reiten | Combined     | Combined | Punkte | Rang |
| Athleten            | Bilanz  | Punkte  | Zeit        | Punkte    | Zeit    | Punkte | Zeit         | Punkte   | Punkte | Rang |
| ------------------- | ------- | ------- | ----------- | --------- | ------- | ------ | ------------ | -------- | ------ | ---- |
| Männer              |         |         |             |           |         |        |              |          |        |      |
| Marcó Rojas Jiménez | 10+0    | 175     | 2:01,96 min | 307       | 67,56 s | 279    | 10:41,65 min | 659      | 1420   | 31   |

### Radsport
Über die UCI-Straßen-Weltrangliste nach Nationen erhielt Kuba einen Startplatz für das Straßenrennen der Frauen.

#### Straße
| Athleten       | Wettbewerb    | Zeit      | Rang |
| -------------- | ------------- | --------- | ---- |
| Frauen         |               |           |      |
| Arlenis Sierra | Straßenrennen | 4:07:16 h | 48   |

### Ringen
Über die Weltmeisterschaften 2023 konnten vier Startplätze durch kubanische Ringer erreicht werden. Beim amerikanischen Qualifikationsturnier in Acapulco konnten sechs weitere Quotenplätze erreicht werden.

#### Freier Stil
Legende: G = Gewonnen, V = Verloren, S = Schultersieg
| Athleten                 | Wettbewerb       | Achtelfinale | Achtelfinale | Viertelfinale | Viertelfinale | Halbfinale    | Halbfinale    | Hoffnungsrunde Halbfinale | Hoffnungsrunde Halbfinale | Hoffnungsrunde Finale | Hoffnungsrunde Finale | Finale         | Finale        | Rang   |
| Athleten                 | Wettbewerb       | Gegner       | Ergebnis     | Gegner        | Ergebnis      | Gegner        | Ergebnis      | Gegner                    | Ergebnis                  | Gegner                | Ergebnis              | Gegner         | Ergebnis      | Rang   |
| ------------------------ | ---------------- | ------------ | ------------ | ------------- | ------------- | ------------- | ------------- | ------------------------- | ------------------------- | --------------------- | --------------------- | -------------- | ------------- | ------ |
| Frauen                   |                  |              |              |               |               |               |               |                           |                           |                       |                       |                |               |        |
| Yusneylys Guzmán         | Klasse bis 50 kg | E. Demirhan  | G 7:6        | G. Dilytė     | G 10:0        | V. Phogat     | DSQ           | ―                         | ―                         | ―                     | ―                     | S. Hildebrandt | V 0:3         | Silber |
| Milaimys Marín           | Klasse bis 76 kg | J. Janewa    | G 7:1        | K. Blades     | V 3:4         | ausgeschieden | ausgeschieden | C. Axente                 | w.o.                      | A. Medet Kyzy         | G 6:0                 | ausgeschieden  | ausgeschieden | Bronze |
| Männer                   |                  |              |              |               |               |               |               |                           |                           |                       |                       |                |               |        |
| Alejandro Valdés         | Klasse bis 65 kg | T.-O. Tulga  | V 0:5        | ausgeschieden | ausgeschieden | ausgeschieden | ausgeschieden | ausgeschieden             | ausgeschieden             | ausgeschieden         | ausgeschieden         | ausgeschieden  | ausgeschieden | 11     |
| Geandry Garzón Caballero | Klasse bis 74 kg | D. Takatani  | V 0:10       | ausgeschieden | ausgeschieden | ausgeschieden | ausgeschieden | K. Tsabolov               | w.o.                      | ausgeschieden         | ausgeschieden         | ausgeschieden  | ausgeschieden | ―      |
| Arturo Silot             | Klasse bis 97 kg | Erik Thiele  | G 5:0        | Kyle Snyder   | V 0:5S        | ausgeschieden | ausgeschieden | ausgeschieden             | ausgeschieden             | ausgeschieden         | ausgeschieden         | ausgeschieden  | ausgeschieden | 9      |

#### Griechisch-römischer Stil
Legende: G = Gewonnen, V = Verloren, S = Schultersieg
| Athleten        | Wettbewerb        | Achtelfinale    | Achtelfinale | Viertelfinale | Viertelfinale | Halbfinale    | Halbfinale    | Hoffnungsrunde Halbfinale | Hoffnungsrunde Halbfinale | Hoffnungsrunde Finale | Hoffnungsrunde Finale | Finale        | Finale        | Rang   |
| Athleten        | Wettbewerb        | Gegner          | Ergebnis     | Gegner        | Ergebnis      | Gegner        | Ergebnis      | Gegner                    | Ergebnis                  | Gegner                | Ergebnis              | Gegner        | Ergebnis      | Rang   |
| --------------- | ----------------- | --------------- | ------------ | ------------- | ------------- | ------------- | ------------- | ------------------------- | ------------------------- | --------------------- | --------------------- | ------------- | ------------- | ------ |
| Männer          |                   |                 |              |               |               |               |               |                           |                           |                       |                       |               |               |        |
| Kevin de Armas  | Klasse bis 60 kg  | K. Fumita       | V 1:11       | ausgeschieden | ausgeschieden | ausgeschieden | ausgeschieden | M. Mohsennejad            | V 1:10                    | ausgeschieden         | ausgeschieden         | ausgeschieden | ausgeschieden | 11     |
| Luis Orta       | Klasse bis 67 kg  | K. Sogabe       | G 8:0        | S. Esmaeili   | V 0:9         | ausgeschieden | ausgeschieden | I. Ghaiou                 | G 9:0                     | S. Galstjan           | G 7:0                 | ausgeschieden | ausgeschieden | Bronze |
| Yosvanys Peña   | Klasse bis 77 kg  | A. Kavianinejad | V 1:1        | ausgeschieden | ausgeschieden | ausgeschieden | ausgeschieden | ausgeschieden             | ausgeschieden             | ausgeschieden         | ausgeschieden         | ausgeschieden | ausgeschieden | 9      |
| Gabriel Rosillo | Klasse bis 97 kg  | L. Lazogianis   | G 7:5        | A. Savolainen | G 5:2         | A. Aleksanjan | V 3:5         | ―                         | ―                         | R. Assakalov          | G 2:0                 | ausgeschieden | ausgeschieden | Bronze |
| Mijaín López    | Klasse bis 130 kg | Lee S.-c.       | G 7:0        | A. Mirzazadeh | G 3:1         | S. Şəriəti    | G 4:1         | ―                         | ―                         | ―                     | ―                     | Y. Acosta     | G 6:0         | Gold   |

### Rudern
Bei der amerikanischen Qualifikationsregatta konnten sich beide Einer-Boote für die Olympischen Spiele qualifizieren.
| Athleten        | Wettbewerb | Vorlauf     | Vorlauf | Vorlauf       | Hoffnungslauf / Viertelfinale | Hoffnungslauf / Viertelfinale | Hoffnungslauf / Viertelfinale | Halbfinale  | Halbfinale | Halbfinale    | Finale      | Finale | Rang |
| Athleten        | Wettbewerb | Zeit        | Rang    | Qualifikation | Zeit                          | Rang                          | Qualifikation                 | Zeit        | Rang       | Qualifikation | Zeit        | Rang   | Rang |
| --------------- | ---------- | ----------- | ------- | ------------- | ----------------------------- | ----------------------------- | ----------------------------- | ----------- | ---------- | ------------- | ----------- | ------ | ---- |
| Frauen          |            |             |         |               |                               |                               |                               |             |            |               |             |        |      |
| Yariulvis Cobas | Einer      | 8:11,13 min | 5       | Hoffnungslauf | 8:10,64 min                   | 3                             | Halbfinale E/F                | 8:36,16 min | 1          | E-Finale      | 7:57,99 min | 3      | 27   |
| Männer          |            |             |         |               |                               |                               |                               |             |            |               |             |        |      |
| Reidy Cardona   | Einer      | 7:06,45 min | 3       | Viertelfinale | 7:10,40 min                   | 6                             | Halbfinale C/D                | 7:15,63 min | 6          | D-Finale      | 7:03,23 min | 6      | 24   |

### Schießen
Im bis zum 9. Juni 2024 laufenden Qualifikationszeitraum konnten vier Quotenplätze erreicht werden.
| Athleten         | Wettbewerb                                 | Qualifikation   | Qualifikation | Finale          | Finale        |
| Athleten         | Wettbewerb                                 | Ringe/ Scheiben | Rang          | Ringe/ Scheiben | Rang          |
| ---------------- | ------------------------------------------ | --------------- | ------------- | --------------- | ------------- |
| Frauen           |                                            |                 |               |                 |               |
| Laina Pérez      | 25 m Sportpistole                          | 577             | 24            | ausgeschieden   | ausgeschieden |
| Lisbet Hernández | 50 m Kleinkalibergewehr Dreistellungskampf | 578             | 28            | ausgeschieden   | ausgeschieden |
| Laina Pérez      | 10 m Luftpistole                           | 560             | 39            | ausgeschieden   | ausgeschieden |
| Lisbet Hernández | 10 m Luftgewehr                            | 624,7           | 36            | ausgeschieden   | ausgeschieden |
| Männer           |                                            |                 |               |                 |               |
| Jorge Álvarez    | 25 m Schnellfeuerpistole                   | 578             | 21            | ausgeschieden   | ausgeschieden |
| Leuris Pupo      | 25 m Schnellfeuerpistole                   | 581             | 16            | ausgeschieden   | ausgeschieden |

### Schwimmen
| Athleten            | Wettbewerb      | Vorlauf      | Vorlauf | Halbfinale    | Halbfinale    | Finale        | Finale        | Rang |
| Athleten            | Wettbewerb      | Zeit         | Rang    | Zeit          | Rang          | Zeit          | Rang          | Rang |
| ------------------- | --------------- | ------------ | ------- | ------------- | ------------- | ------------- | ------------- | ---- |
| Frauen              |                 |              |         |               |               |               |               |      |
| Andrea Becali       | 200 m Freistil  | 2:03,38 min  | 21      | ausgeschieden | ausgeschieden | ausgeschieden | ausgeschieden | 21   |
| Männer              |                 |              |         |               |               |               |               |      |
| Rodolfo Falcón, Jr. | 1500 m Freistil | 16:00,31 min | 24      | —             | —             | ausgeschieden | ausgeschieden | 24   |

### Taekwondo
Über das amerikanische Qualifikationsturnier in Santo Domingo konnten sich zwei kubanische Athleten im Taekwondo für die Olympischen Spiele qualifizieren.
| Athleten        | Wettbewerb        | Achtelfinale       | Achtelfinale | Viertelfinale | Viertelfinale | Hoffnungsrunde Halbfinale | Hoffnungsrunde Halbfinale | Halbfinale    | Halbfinale    | Hoffnungsrunde Finale | Hoffnungsrunde Finale | Finale        | Finale        | Rang   |
| Athleten        | Wettbewerb        | Gegner             | Ergebnis     | Gegner        | Ergebnis      | Gegner                    | Ergebnis                  | Gegner        | Ergebnis      | Gegner                | Ergebnis              | Gegner        | Ergebnis      | Rang   |
| --------------- | ----------------- | ------------------ | ------------ | ------------- | ------------- | ------------------------- | ------------------------- | ------------- | ------------- | --------------------- | --------------------- | ------------- | ------------- | ------ |
| Frauen          |                   |                    |              |               |               |                           |                           |               |               |                       |                       |               |               |        |
| Arlettys Acosta | Klasse über 67 kg | L. Brandl          | 0:2          | ausgeschieden | ausgeschieden | ausgeschieden             | ausgeschieden             | ausgeschieden | ausgeschieden | ausgeschieden         | ausgeschieden         | ausgeschieden | ausgeschieden | 11     |
| Männer          |                   |                    |              |               |               |                           |                           |               |               |                       |                       |               |               |        |
| Rafael Alba     | Klasse über 80 kg | E. Kutalmış Ateşli | 2:0          | C. Cunningham | 1:2           | A. Razak Issoufou         | 2:1                       | ausgeschieden | ausgeschieden | I. Šapina             | 2:1                   | ausgeschieden | ausgeschieden | Bronze |

### Tischtennis
Durch den Sieg im Mixed-Doppel bei den Panamerikanischen Spielen 2023 konnte sich das Duo Fonseca/Campos für den olympischen Wettbewerb qualifizieren. Zudem gewann Andy Pereira einen Startplatz im Einzel der Männer über das lateinamerikanische Qualifikationsturnier in Lima.
| Athleten                     | Wettbewerb | 1. Runde | 1. Runde | 2. Runde     | 2. Runde | 3. Runde      | 3. Runde      | Achtelfinale              | Achtelfinale  | Viertelfinale | Viertelfinale | Halbfinale    | Halbfinale    | Finale / Platz 3 | Finale / Platz 3 | Rang |
| Athleten                     | Wettbewerb | Gegner   | Erg.     | Gegner       | Erg.     | Gegner        | Erg.          | Gegner                    | Erg.          | Gegner        | Erg.          | Gegner        | Erg.          | Gegner           | Erg.             | Rang |
| ---------------------------- | ---------- | -------- | -------- | ------------ | -------- | ------------- | ------------- | ------------------------- | ------------- | ------------- | ------------- | ------------- | ------------- | ---------------- | ---------------- | ---- |
| Männer                       |            |          |          |              |          |               |               |                           |               |               |               |               |               |                  |                  |      |
| Andy Pereira                 | Einzel     | Freilos  | Freilos  | H. Calderano | 0:4      | ausgeschieden | ausgeschieden | ausgeschieden             | ausgeschieden | ausgeschieden | ausgeschieden | ausgeschieden | ausgeschieden | ausgeschieden    | ausgeschieden    | 33   |
| Mixed                        |            |          |          |              |          |               |               |                           |               |               |               |               |               |                  |                  |      |
| Daniela Fonseca Jorge Campos | Doppel     | —        | —        | —            | —        | —             | —             | C. Källberg / K. Karlsson | 1:4           | ausgeschieden | ausgeschieden | ausgeschieden | ausgeschieden | ausgeschieden    | ausgeschieden    | 9    |

### Wasserspringen
Durch die Neuverteilung ungenutzter Quotenplätze erhielt Kuba drei Startplätze im Wasserspringen.
| Athleten       | Wettbewerb        | Vorkampf | Vorkampf | Halbfinale    | Halbfinale    | Finale        | Finale        | Rang |
| Athleten       | Wettbewerb        | Punkte   | Rang     | Punkte        | Rang          | Punkte        | Rang          | Rang |
| -------------- | ----------------- | -------- | -------- | ------------- | ------------- | ------------- | ------------- | ---- |
| Frauen         |                   |          |          |               |               |               |               |      |
| Prisis Ruiz    | Kunstspringen 3 m | 239,85   | 25       | ausgeschieden | ausgeschieden | ausgeschieden | ausgeschieden | 25   |
| Anisley García | Kunstspringen 3 m | 272,40   | 18       | 264,90        | 15            | ausgeschieden | ausgeschieden | 15   |
| Anisley García | Turmspringen 10 m | 283,00   | 14       | 270,65        | 16            | ausgeschieden | ausgeschieden | 16   |